# Moody Beach
Pour plus de détails, voir Fiche technique et Distribution.
Moody Beach est un film dramatique québécois réalisé en Richard Roy sortie en 1990.

## Synopsis
Simon, un homme en pleine crise de la quarantaine, quitte son emploi et entreprend dans un long périple en voiture à travers les États-Unis après avoir hérité d'une maison sur la plage de sa défunte mère, mais qui trouve Laurence, une jeune femme de France, qui squatte la propriété.

## Fiche technique
- Titre original : Moody Beach[1]
- Réalisation : Richard Roy
- Scénario : Richard Roy
- Photographie : Guy Dufaux
- Montage : Michel Arcand
- Musique : Yves Laferrière
- Production : Mauro Berardi (it)
- Société de production : Max Films Productions
- Format : couleurs - son Dolby
- Pays de production :  Canada
- Langue originale : français québécois
- Durée : 95 minutes
- Genre : drame
- Date de sortie :
  - Canada : 25 août 1990

## Distribution
- Michel Côté : Simon
- Claire Nebout : Laurence
- Andrée Lachapelle : Antiquaire
- Philip Spensley : le notaire
- Johanne Marie Tremblay : Françoise
- Stéphanie Morgenstern : la serveuse
- Griffith Brewer : le garagiste
- Roger Léger : le musicien
- Joanna Noyes : le réceptionniste du motel
- Philip Pretten : le policier
- Harry Standjofski : le douanier
- Louise-Marie Mennier : la vendeuse
- Marie-Elaine Turmel : la vendeuse
- Sylvain Rocheleau : le barman